# Masud
Masud, auch Mas'ūd, Massud oder Massod (arabisch مسعود, DMG Masʿūd), ist ein männlicher arabischer Name mit der Bedeutung „freudig, glückselig, glücklich“ und „selig“. Die türkische Form des Namens ist Mesut.

## Namensträger

### Vorname
- Masud Akbarzadeh (* 1981/1991), deutsch-iranischer Comedian und Kabarettist
- Masud Barzani (* 1946), kurdischer Politiker
- Masud Gharahkhani (* 1982), norwegischer Politiker
- Dschamschid Masʿud al-Kaschi (um 1380–1429), persischer Gelehrter

### Familienname
- Ahmad Schah Massoud (1953–2001), afghanischer Nationalheld
- Ahmad Zia Massoud (* 1956), afghanischer Politiker
- ʿAbdallāh ibn Masʿūd, Gefährte des Propheten Mohammed
- Mahdi Masud, pakistanischer Diplomat
- Nuʿaim ibn Masʿūd, arabischer Stammesführer
- al-Masʿūdī (um 895–957), arabischer Philosoph, Geograph und Historiker
- Tareque Masud (1957–2011), bangladeschischer Filmregisseur

### Herrscher mit diesem Namen
- Masud I. von Ghazni (998–1041), Herrscher der Ghaznawiden
- Mas'ud I. (vor 1107–1156), Sultan der Rumseldschuken
- Mas'ud II., Sultan der Rumseldschuken
- Mas'ud ibn Muhammad (1108/1109–1152), Seldschukensultan in Westpersien